# Henrietta Godolphin, Ducesă de Marlborough
Henrietta Godolphin, Ducesă de Marlborough (19 iulie 1681 – 24 octombrie 1733) a fost fiica lui John Churchill, I Duce de Marlborough, general de armată, și a soției acestuia, Sarah Jennings, Ducesă de Marlborough, prietenă apropiată a reginei Anne.

## Biografie
S-a născut Henrietta Churchill și a devenit Hon. Henrietta Churchill când tatăl ei a fost numit Pair al Scoției în 1682 și Lady Henrietta Churchill în 1689, când tatăl ei a fost numit Conte de Marlborough. S-a căsătorit cu contele Francis Godolphin în 1698, devenind  Lady Henrietta Godolphin. A devenit Vicontesă Rialton în 1706 când socrul ei a fost creat Conte de Godolphin și  Contesă de Godolphin în 1712 când soțul ei i-a succedat ca al 2-lea Conte de Godolphin.
Un act al Parlamentului englez din 1706 a permis fiicelor Ducelui să moștenească titlurile sale. În urma morții tatălui ei în 1722, Lady Godolphin a devenit suo jure Ducesă de Marlborough.
În timpul căsătoriei cu Lordul Godolphin ea a avut cinci copii:
- William Godolphin, marchiz de Blandford (c. 1700–1731), căsătorit cu Maria Catherina de Jong, fără copii
- Lordul Henry Godolphin (n. c. 1700)
- Lady Margaret Godolphin (n. c. 1703)
- Lady Henrietta Godolphin (d. 1776), căsătorită cu primul Duce de Newcastle, fără copii[5]
- Lady Mary Godolphin (1723–1764), căsătorită cu al 4-lea Duce de Leeds, a avut copii. (Există puternice suspiciuni că Lady Mary Godolphin  nu a fost fiica Contelui de Godolphin ci a iubitului Ducesei de Marlborough, dramaturgul William Congreve)

Ducesa a murit în 1733, la vârsta de 52 de ani, la Harrow, Middlesex, și a fost înmormântată la 9 noiembrie 1733 la Westminster Abbey. Titlurile ei au trecut la nepotul ei de soră, Charles Spencer, Duce de Marlborough.